# 第56回ブルーリボン賞 (鉄道)

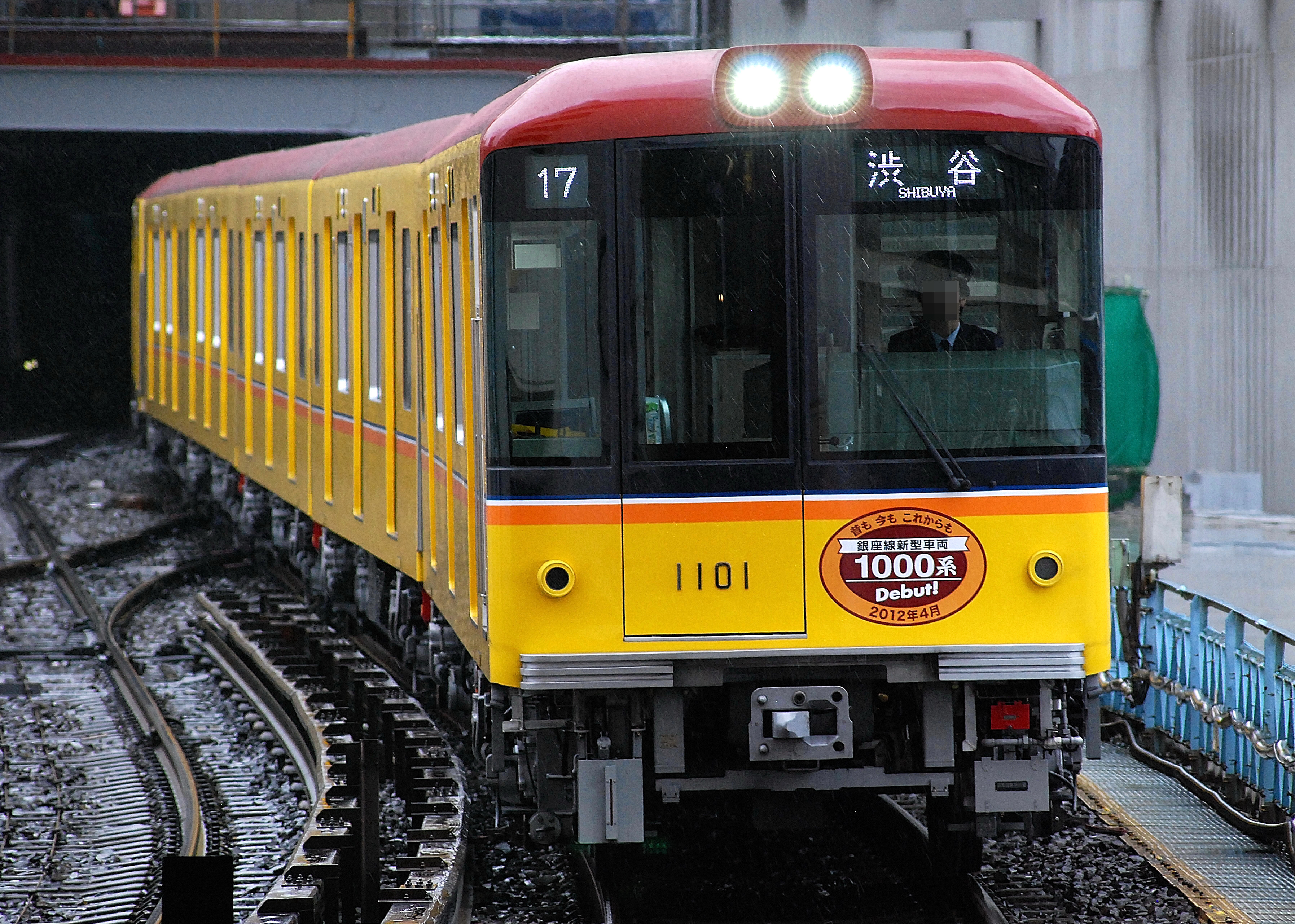
第56回ブルーリボン賞
東京メトロ1000系電車

第56回ブルーリボン賞（だい56かいブルーリボンしょう）は、2013年に鉄道友の会が選定したブルーリボン賞である。本項では、第53回ローレル賞（だい53かいローレルしょう）についても併せて記す。

## 概要
日本国内で使用する鉄道・軌道車両のうち、2012年1月1日から12月31日までの間に日本国内で営業運転に就いた新形式車両またはそれとみなせる車両で、候補車両決定の時点で現に営業をしていることを概ねの要件とする選定候補車両7車種のなかから、ブルーリボン賞1形式が選定された。ローレル賞は2004年の第44回以来、該当車なしとなった。
なお、2014年からは選定の見送りを原則行わなくなったことから、該当車なしが出たのは、両賞を通じてこの回が最後となった。

## 選定車両

### ブルーリボン賞
- 東京地下鉄 1000系電車
  - 有効投票数2932票のうち最高得票の697票により選定された[2]。なお、2位はE657系電車で629票だった[2]。また、ブルーリボン賞に地下鉄車両が選定されたのは、今回が初めてである。

### ローレル賞
- 該当車なし

## 候補車両
鉄道友の会ブルーリボン賞・ローレル賞選考委員会が、候補車両とした7車種。
| 会社名             | 車両形式        |
| ------------------ | --------------- |
| わたらせ渓谷鐵道   | WKT-550形気動車 |
| 千葉都市モノレール | 0形電車         |
| 東日本旅客鉄道     | E657系電車      |
| 東武鉄道           | 634型電車       |
| 東京地下鉄         | 1000系電車      |
| 黒部峡谷鉄道       | EDV形電気機関車 |
| 京阪電気鉄道       | 13000系電車     |